# مهدي نيببوي
مهدي نيببوي (بالفرنسية: Mehdi Nebbou)‏ هو ممثل فرنسي، ولد في 10 يناير 1974 في فرنسا.

## أعمال

### أفلام
- (2005) ميونخ[4]
- (2008) كتلة أكاذيب[5]
- (2011) القوات الخاصة
- (2012) إنكلش فنكلش[6]
- (2017) حيوانات[7][8][9][10]

## وصلات خارجية
- مهدي نيببوي على موقع IMDb (الإنجليزية)
- مهدي نيببوي على موقع ميتاكريتيك (الإنجليزية)
- مهدي نيببوي على موقع روتن توميتوز (الإنجليزية)
- مهدي نيببوي على موقع ألو سيني (الفرنسية)
- مهدي نيببوي على موقع أول موفي (الإنجليزية)
- مهدي نيببوي على موقع قاعدة بيانات الأفلام السويدية (السويدية)
- مهدي نيببوي على موقع قاعدة بيانات الفيلم (الإنجليزية)
- مهدي نيببوي على موقع كينوبويسك (الروسية)